# Revaz Chomakhidze
Revaz Tchomakhidze (Moscou, 15 de dezembro de 1973) é um jogador de polo aquático russo, medalhista olímpico.

## Carreira
Revaz Tchomakhidze fez parte do elenco medalha de prata de Sydney 2000, e bronze em Atenas 2004.